# Фабрика (Салаж)
Фабрика (рум. Fabrica) насеље је у Румунији у округу Салаж у општини Гарбоу. Oпштина се налази на надморској висини од 278 m.

## Становништво
Према подацима из 2002. године у насељу је живело 107 становника, од којих су сви румунске националности.